# Juan Manuel Abras
 (février 2023).
Juan Manuel Abras Contel (écrit également Arbres ; 1er février 1975), est un compositeur de musique classique, chef d'orchestre et musicologue né en Suède d'origine européenne (catalane et galicienne par voie paternelle et basque, italienne et française par voie maternelle) et de nationalité européenne et argentine.

## Antécédents et formation
Né à Stockholm (Suède) et puis élevé à Genève (Suisse) et Madrid (Espagne), Juan Manuel Abras a passé son adolescence à Buenos Aires, Venise et Bilbao, et sa jeunesse à Vienne et Cracovie, en recevant sa formation professionnelle musicale tandis qu'il vivait en Autriche, Allemagne, Italie, Pologne, Espagne et Argentine avec sa famille (son père, diplomate et journaliste, et sa mère, sociologue et professeur de piano). Disciple de K. Krzysztof Penderecki, Kurt Schwertsik et Roberto García Morillo, Abras a fini ses études de deuxième et troisième cycle en composition musicale (Université de musique et des arts du spectacle de Vienne, Académie de musique de Cracovie et Conservatoire Supérieur de Musique 'Manuel de Falla' de Buenos Aires), en suivant des cours et master-classes avec Karlheinz Stockhausen, Helmut Lachenmann, Wolfgang Rihm et Alexander Müllenbach. En même temps, Juan Manuel Abras a étudié la direction d'orchestre (en terminant ses études de deuxième et troisième cycle) à l'Université de musique et des arts du spectacle de Vienne (avec Leopold Hager), au Conservatoire supérieur de musique 'Manuel de Falla' de Buenos Aires et en privé avec Guillermo Scarabino, en assistant aux cours et stages avec Michael Gielen (à l'Opéra d’État de Berlin), Ervin Acél et Dominique Fanal après avoir terminé ses études de piano — instrument que sa mère lui a enseigné pendant son enfance — (Conservatoire supérieur municipal de musique de Saint-Sébastien, Conservatoire de musique 'Benedetto Marcello' de Venise — avec Giovanni Umberto Battel —, Centre d'études musicales 'Juan de Antxieta' — avec Luis Fernando Barandiarán — et Conservatoire national de musique 'Carlos López Buchardo' — avec Ana Litovsky-Grünwald et Elizabeth Fiocca —, actuel Département de musique de l'Université nationale des Arts). Il a obtenu aussi un Doctorat en Musique (Université pontificale catholique argentine), un Master en Musique Hispanique (Université de Salamanque-Université de Valladolid), une Licence en Histoire et un Baccalauréat en Histoire (Université del Salvador, en étudiant également à l'Université de Deusto), en assistant aux cours et master-classes en pédagogie musicale, histoire de la musique, clavecin, et Marketing et politiques culturelles.

## Carrière et distinctions
Juan Manuel Abras a été considéré par les critiques musicaux spécialisés comme « un véritable représentant de la musique argentine [...] pour jouer pour la première fois des œuvres qui révèlent un enracinement dans le patrimoine musical du pays » et comme « une promesse ferme de la musique argentine à l'étranger ». Les musicologues ont affirmé que dans ses œuvres musicales il peut « partir, outre la psychanalyse... de la littérature, de la religion, de l’archéologie, etc. » et que « la variété se retrouve également dans le langage musical [de Abras] », qui contient « une unité, de nature inaudible, qui se réaliserait chaque fois à travers des styles différents ». Dans sa pièce Chacarera beatboxera, par exemple, « Abras a rassemblé dans un tout des éléments de la musique ethnique, des vieilles mélodies folkloriques et de la nouvelle musique, en créant un tourbillon dansant un peu 'trance', plein de plaisir et de joie solaire », tandis que pendant la création finlandaise de sa composition musicale 'The Song of Anna O.' « il a transporté l’auditeur dans un monde de fantaisie rythmiquement battante, semblable à un château enchanté ».
Juan Manuel Abras a créé plus de cinquante compositions musicales (pour orchestre/ensemble symphonique et de chambre, chœur avec/sans solistes, stage, instrument seoul, sons électroacoustiques, etc.) (voir ci-dessous), dont beaucoup ont été jouées lors de : International Gaudeamus Music Week (Pays-Bas), Festival international de musique contemporaine 'Automne de Varsovie' (Pologne), Festival MANCA (France), Festival Musiikin Aika (Finlande), Forum international de nouvelle musique 'Manuel Enríquez' (Mexique), Festival 'Le Printemps des Poètes' (France), Festival international Discantus (Mexique), Festival international de musique contemporaine 'Kraków Composers' Days' (Pologne), Mozarteum de Salzbourg (Autriche), Hellerau – Centre Européen pour les Arts de Dresde (Allemagne), Bimhuis-Muziekgebouw aan 't IJ (Pays-Bas), International Research and Information Centre 'Thracica' (Bulgarie), Palacio de Bellas Artes (Mexique), Auditorio de LRA Radio nationale argentine (Argentine), Université Columbia (États-Unis), Université York (Canada), Université de musique et des arts du spectacle de Vienne (Autriche), Université de Buenos Aires (Argentine), Université d'État de Californie (États-Unis), Théâtre Dunois (France), Filharmonia Łódzka im. Artura Rubinsteina (Pologne), Teatro Colón (Argentine), etc. Sa discographie (voir ci-dessous) comprend des œuvres enregistrées sur 6 CD publiés en Autriche, France, Pologne et Argentine.
Tout au long de sa carrière, Juan Manuel Abras a remporté de nombreux prix et bourses : Prix Grafimuse (Brussels, 2011), 2e Prix de la ville de Vienne pour la musique de film (Vienne, 2010), Mention Orchestre de chambre Sibelius 'Bicentenaire' (Banfield, 2010), Prix TRINAC (EIMC-ISCM, 2008), Bourse Fundacja Argentynska (Varsovie, 2006) (Varsovie, 2006), Bourse Fonds national pour les arts (Buenos Aires, 2005), Bourse 'In Memoriam Erich Kleiber' (Berlin, 2004), Prix Theodor Körner (Vienne, 2003), 2e Prix 'Franz Josef Reinl'-Stiftung (Vienne, 2002), Mentions TRINAC et TRIMARG (tous les deux EIMC-ISCM-CAMU-IMC-UNESCO, 2002), Médaille d’or en composition aussi bien qu'en direction d’orchestre (Buenos Aires, 2000), etc.

## Positions professionnelles et d'enseignement
Juan Manuel Abras a travaillé comme compositeur en résidence et compositeur invité dans le cadre des activités mises en œuvre par : 51e Festival international de musique contemporaine 'Automne de Varsovie' (2008), Ensemble Aleph - 4e Forum international des jeunes compositeurs (Programme 'Culture 2000' de l'Union européenne, Paris, 2006), Fundacja Argentynska (Varsovie, 2006), XIII Laboratoire de musique contemporaine (Varsovie, 2006), Forum international pour la culture et les affaires (Dresde , 2003), etc. Membre de la Société des compositeurs autrichiens (ÖKB), l’Association argentine des compositeurs et SADAIC, Abras a été nommé  chef d’orchestre et directeur artistique de plusieurs orchestres argentins (y compris l'Orchestre de Chambre ibéro-américain de l'Académie nationale des Beaux-Arts et l'Orchestre de la Province de Tucumán), en participant à la diffusion de la musique argentine et ibéro-américaine comme compositeur, chef d’orchestre, pianiste et organisateur de concerts, en travaillant aussi comme arrangeur, orchestrateur, copiste et graveur. En Argentine, Juan Manuel Abras a également travaillé comme Professeur au Conservatoire Supérieur de Musique de la Ville de Buenos Aires 'Astor Piazzolla' (en enseignant Analyse musicale, Stylistique et Pratique instrumentale), comme Membre Invité (chercheur) à l'Institut de recherche musicologique 'Carlos Vega'-UCA (en transcrivant et recherchent des manuscrits de musique baroque, et comme Professeur à l'Université nationale de Lanús, Province de Buenos Aires (en enseignant Techniques et Musique de chambre du XXe siècle).

## Œuvres sélectionnées
- Ave María (1997), pour soprano et piano (Création mondiale : 4 décembre 1997. Sala 'Juan Bautista Alberdi', Centro Cultural General San Martín, Buenos Aires, Argentine. Verónica Gamberale, soprano / Laura Lachowicz, piano)
- Chacarera beatboxera (2008), pour beatboxer humain, clarinette, percussion, piano et violon (Œuvre commandée par le 51e Festival de musique contemporaine ‘Automne de Varsovie’, Pologne. Création mondiale : 25 septembre 2008. Ochota Sports Centre, Varsovie, Pologne. Patryk ‘TikTak' Matela, beatboxing / Kwartludium Ensemble. (Premier enregistrement mondial : CD Sound Chronicle of the Warsaw Autumn 2008 No. 5 (2008), Polish Music Information Centre, Polmic 045, Varsovie, Pologne. Patryk ‘TikTak' Matela, beatboxing humain / Kwartludium Ensemble)
- Chacarera endebussyada (2010), pour piano seul (Création mondiale : 16 mai 2011. Consejo Profesional de Ciencias Económicas de la Ciudad Autónoma de Buenos Aires, Argentine. Natalia González Figueroa, piano)
- Chacarera meets the Puna (2005), pour violon seul (Premier enregistrement mondial : CD Obras para Violín Solo de Compositores Argentinos Vol. II (2007), Tradition, TR060427, Buenos Aires, Argentine. Alejandro Drago, violon)
- Conceptio, gestatio et partus (2005), pour orchestre symphonique
- De coelesti hierarchia (2002), pour chœur masculin, vibraphone, orgue, violoncelle et sons électroacoustiques
- De princesas et castillos (1997), pour ténor et piano (Texte de Juan Manuel Abras)
- Dialoghi fra Mosè, Demostene, Virgilio e Turing (2004), [version de Dialogos between Moses, Demosthenes, Virgil and Turing] pour flûte, clarinette, violon et violoncelle
- Dialogos between Moses, Demosthenes, Virgil and Turing (2004), pour quatuor à cordes
- Drunken Fugue (1999), pour trio de saxophones (Création mondiale : 19 mai 2003. Sala 'Fanny-Hensel-Mendelssohn', Université de musique et des arts du spectacle de Vienne, Autriche. Wiener Saxophon-Quartett)
- Estelango (2002), pour piano seul (Création mondiale : 9 février 2003. York Hall, Glendon College, Université de York, Ontario, Canada. Estela Telerman, piano)
- Estelango (2003-2004), version pour piano à 4 mains (Création mondiale : 21 mai 2005. Casal de Catalunya, Buenos Aires, Argentine. Estela Telerman, piano / Guillermo Carro, piano. Premier enregistrement mondial : CD Los compositores académicos argentinos y el Tango II (2007), Pretal, PRCD 138, Buenos Aires, Argentine. Estela Telerman, piano / Guillermo Carro, piano)
- Estelango (2008), version pour ensemble de percussion (Création mondiale : 25 octobre 2010. Salón de Actos, Faculté de droit de l'Université de Buenos Aires, Argentine. Ensemble de percussion du Conservatoire Supérieur de Musique de la Ville de Buenos Aires 'Astor Piazzolla' / Marina Calzado Linage, direction)
- Flumen Dei, Ager Arkanus (2003-2004), pour orchestre de chambre
- Harmonie – Alpha et Omega (2001), pour soprano et piano (Création mondiale : 25 avril 2002. 'Beethoven' Saal, Palais Pálffy, Viena, Austria. Marika Ottisch, soprano / Laurenço César, piano. Premier enregistrement mondial : CD Harmonie heute?! (2002), Harmonia Classica Records, HCR 022, Vienne, Autriche. Marika Ottisch, soprano / Lourenço César Finatti, piano)
- Huayno meets the Milonga (2009), pour vibraphone et marimba (Création mondiale : 10 juin 2011. Salón Intersecretarias de la Legislatura de la Ciudad Autónoma de Buenos Aires, Argentine. Gonzalo Pérez, vibraphone / Martín Diez, marimba)
- Humane Vitae (2000), pour sons électroacoustiques
- Kleriodapsis (a butterfly’s life). Doppelkonzert (2002), pour violon, violoncelle et orchestre de chambre
- La Chacayalera (1999), pour chœur d'enfants
- La Fuga de Valentino. Grosse Fugal a 6 (1999), pour piano à 6 mains Création mondiale : 17 novembre 2000. Sala ‘Juan Bautista Alberdi', Centro Cultural General San Martín, Buenos Aires, Argentine)
- La Fuga de Valentino. Grosse Fugal a 6 (1999), version pour orchestre symphonique
- La última batalla (1997), pour soprano et piano (Texte de Juan Manuel Abras. Création mondiale : 4 décembre 1997. Sala ‘Juan Bautista Alberdi', Centro Cultural General San Martín, Buenos Aires, Argentine. Verónica Gamberale, soprano / Laura Lachowicz, piano)
- ¿Libertas? 47 (1999), pour instrument(s) et/ou voix (Œuvre primée par le Prix Grafimuse, Bruxelles, 2011. Création mondiale : 22 juin 2011. Arte Gallery, Sofía, Bulgarie. Interprété interprété par des étudiants de musique de la Nouvelle Université de Bulgarie)
- Magia Azurra (1995), pour violon, violoncelle et piano
- Milonga meets Malambo (2011), pour violoncelle et piano (Création mondiale : 18 juin 2012. Sala 'Manuel M. Ponce', Palacio de Bellas Artes, Mexico, Mexique. Juan Hermida, violoncelle / Misa Ito, piano)
- Missa ad tempus, duodecim tonis, et rythmis a populis Argentinee traditis composita (2000), pour voix solistes, chœur et orchestre symphonique
- Moment musical sur un thème de P. [Hill] et M. Hill (2012), pour soprano et ensemble (Création mondiale : 4 juin 2013. Théâtre Dunois, Paris, France. Ensemble Aleph)
- Muchos rostros, una Madre (2006), pour voix solistes, chœur et orchestre (Œuvre commandé par la Fundacja Argentyńska, Varsovie, Pologne. Création mondiale : 7 mai 2006. parafia p.w. Ofiarowania Pańskiego w Warszawie, Varsovie, Pologne. Adriana Róża Szmyt, direction / Barbara Wnuk, soprano / Bożenna Jurkiewicz, contralto / Piotr Szmyt, ténor / Ryszard Morka, basse / Chœur‘Cantate Domino' / Zuzanna Sawicka, harpe / Natolińska Orkiestra Kameralna)
- Musik für 'In 3 Tagen Bist Du Tot 2' (Filmsequenz) (2010), pour ensemble (Œuvre primée par le 2e Prix de la ville de Vienne pour la musique de film, 2010).
- Noches para olvidar (2002), opéra de chambre en 1 acte
- Pentecostés (Veni, Sancte Spiritus) (2007), pour chœur et sons électroacoustiques (Création mondiale : 26 mai 2007. Sala Koncertowa, Académie de musique de Cracovie, Pologne. Grzegorz Brajner, direction / Chór Kameralny ‘Pogratulujmy Mrówkom')
- Pésame (Actus contritionis) (2006), pour narrateur, chœur, ensemble et sons électroacoustiques (Œuvre primée par le Prix TRINAC, EIMC-ISCM, 2008. Création mondiale : 13 janvier 2007. Sala Kameralna, Académie de musique de Cracovie, Pologne. Grzegorz Brajner, direction / Wojciech Leonowicz, narrateur / Chór Kameralny Muzyki Współczesnej / Wiktoria Chrobak, percussion / Piotr Grodecki, contrebasse / Michał Pawełek, piano)
- Quatuor pour un petit soldat de plomb (1999), pour quatuor à cordes
- Ricercare (1999), pour flûte, clarinette, violon et violoncelle (Création mondiale : 19 juin 1999. Wiener Saal, Mozarteum de Salzbourg, Autriche. Alexander Müllenbach, direction / Son Youn Hwa, flûte / Víctor Esfarelles, clarinette / Samuli Tuomikoski, violon / Pejman Memarzadeh, violoncelle. Premier enregistrement mondial : CD Argentine - Música de Cámara Vol. 1 (2006), Asociación argentine de compositeurs, AAC–2705, Buenos Aires, Argentine. Alexander Müllenbach, direction / Son Youn Hwa, flûte / Víctor Esfarelles, clarinette / Samuli Tuomikoski, violon / Pejman Memarzadeh, violoncelle)
- Sedekte. Quinteto dodecatánguico (2000-2001), pour bandoneon et quatuor à cordes (Œuvre primée par la Mention TRINAC, EIMC-ISCM-CAMU-IMC-UNESCO, 2002 et de la Médaille d’or en composition, Buenos Aires, 2000)
- Sedekte. Concierto dodecatánguico (2000-2001), [version de Sedekte. Quinteto dodecatánguico] pour bandoneon et orchestre à cordes
- Seriallemande (1997), pour piano à 4 mains (Création mondiale : 4 décembre 1997. Sala 'Juan Bautista Alberdi' , Centro Cultural General San Martín, Buenos Aires, Argentine. Alicia Clausi, piano / Ping-Hui Ho, piano)
- Sonata 'Medina' (1997), pour piano seul (Création mondiale : 3 décembre 1999. La Casa de San Telmo, Buenos Aires, Argentine. Sergio Elena, piano)
- Sueño et chacarera (2001), pour flûte et clarinette (Œuvre primée par la Mention TRIMARG, EIMC-ISCM-CAMU-IMC-UNESCO, 2002. Création mondiale : 8 août 2001. Sala Grande, Auditorio de Radio Nacional, Buenos Aires, Argentine. Javier Blanco, flûte / Alfredo Gómez, clarinette
- Suite Argentine (2001), pour orchestre de chambre (Œuvre primée par le 2e Prix ‘Franz Josef Reinl' Stiftung, Vienne, 2002. Création mondiale : 7 juin 2002. ‘Fanny-Hensel-Mendelssohn' Saal, Université de musique et des arts du spectacle de Vienne, Autriche. Werner Hackl, direction / Tonkünstler Ensemble
- Suite Argentine (2001), version pour orchestre symphonique
- Suite del Castillo de Arteaga (1997), pour orchestre symphonique
- The Song of Anna O. (2005), pour soprano et ensemble (Texte de Josef Breuer. Œuvre sélectionnée par l'Ensemble Aleph – 4e Forum international des jeunes compositeurs (Programme ‘Culture 2000’ de l’Union européenne. Création mondiale : 6 septembre 2006. Bimhuis, Muziekgebouw aan ‘t IJ, Amsterdam, Pays-Bas. Ensemble Aleph. Premier enregistrement mondial : 4e Forum international des jeunes compositeurs - Œuvres sélectionnées (2006), Carnet de bord, Ensemble Aleph / Cdmc, Paris, France. Ensemble Aleph)
- Trío de Sondika-Abasto (1999), pour flûte, clarinette et piano (Création mondiale : 28 juin 1999. Sala ‘Juan Bautista Alberdi' , Centro Cultural General San Martín, Buenos Aires, Argentine. Natalia Garnero, flûte / Esteban Cabello, clarinette / Juan Manuel Abras, piano)

## Discographie
- 2008 : 'Chacarera beatboxera'. Sound Chronicle of the Warsaw Autumn 2008 No. 5. Œuvre commandée par le 51e Festival de musique contemporaine ‘Automne de Varsovie’. Patryk 'TikTak' Matela, beatboxing humain / Kwartludium Ensemble. Polish Music Information Centre, POLMIC 045 (Varsovie, Pologne)
- 2007 : 'Chacarera meets the Puna'. Obras para Violín Solo de Compositores Argentinos Vol. II. Alejandro Drago, violon. Tradition-Naxos Japon, TR070427 (Buenos Aires, Argentine)
- 2007 : 'Estelango'. Los compositores académicos argentinos y el Tango II. Estela Telerman, Piano / Guillermo Carro, Piano. Pretal, PRCD 138 (Buenos Aires, Argentine)
- 2006 : 'The Song of Anna O.'. 4e Forum International des Jeunes Compositeurs - Œuvres sélectionnées. œuvre sélectionnée par l'Ensemble Aleph – 4e Forum international des jeunes compositeurs (Programme ‘Culture 2000’ de l’Union européenne). Ensemble Aleph. Ensemble Aleph-Cdmc (Paris, France)
- 2006 : 'Ricercare'. Argentina - Música de Cámara Vol. 1. Son Youn Hwa, flûte / Víctor Esfarelles, clarinette / Samuli Tuomikoski, violon / Pejman Memarzadeh, violoncelle. Asociación Argentina de Compositores, AAC-2705 (Buenos Aires, Argentine)
- 2002 : 'Harmonie Alpha et Omega' (Texte de Otto Vicenzi). Harmonie heute?! Marika Ottisch, Soprano / Lourenço César Finatti, Piano. Harmonia Classica Records, HCR 022 (Vienne, Autriche)